# Ramon Peralta
Ramon Peralta (Namacpacan, 1877 - Manilla, 31 augustus 1940) was een Filipijns kunstschilder en professor.

## Biografie
Ramon Peralta werd geboren in 1877 in Namacpacan, het tegenwoordige Luna, in de Filipijnse provincie La Union. Hij behaalde een bachelor of arts-diploma aan de Escuela Superior de Pintura, Escultura y Grabado. Peralta doceerde zelf aan het Centro de Artistas en was professor aan de School of Fine Arts van de University of the Philippines (UP). Peralta had onder meer de latere nationaal kunstenaar van de Filipijnen Vicente Manansala onder zijn hoede.
Peralta werd bekend als scenografisch schilder. Hij schilderde vele decoraties voor de toneelgildes van de UP. Hij decoreerde het hoofdpodium van de Grand Manila Carnival en maakte de muurschildering Alma Mater in het Padre Faura gebouw van UP. Ook werd Peralta bekend door zijn serie over de Tirad Pass en die over de Pasig. Tijdens de Louisiana Purchase Exposition, een wereldtentoonstelling in 1904, werd hij voor zijn werk onderscheiden.
Peralta overleed in 1940 in de Filipijnse hoofdstad Manilla.